# Rautasaari (ö i Päijänne-Tavastland, Lahtis, lat 61,67, long 26,06)
Rautasaari är en ö i Finland. Den ligger i sjön Jääsjärvi och i kommunen Gustav Adolfs i den ekonomiska regionen  Lahtis ekonomiska region  och landskapet Päijänne-Tavastland, i den södra delen av landet, 180 km norr om huvudstaden Helsingfors. Öns area är 0,7 hektar och dess största längd är 170 meter i nord-sydlig riktning.